# Хаузен (Ашафенбург)
Хаузен (њем. Hausen) општина је у њемачкој савезној држави Баварска. Једно је од 32 општинска средишта округа Милтенберг. Према процјени из 2010. у општини је живјело 1.945 становника. Посједује регионалну шифру (AGS) 9676128.

## Географски и демографски подаци
Хаузен се налази у савезној држави Баварска у округу Милтенберг. Општина се налази на надморској висини од 203 метра. Површина општине износи 8,1 km². У самом мјесту је, према процјени из 2010. године, живјело 1.945 становника. Просјечна густина становништва износи 241 становника/km².